# Mikołaj Łoziński

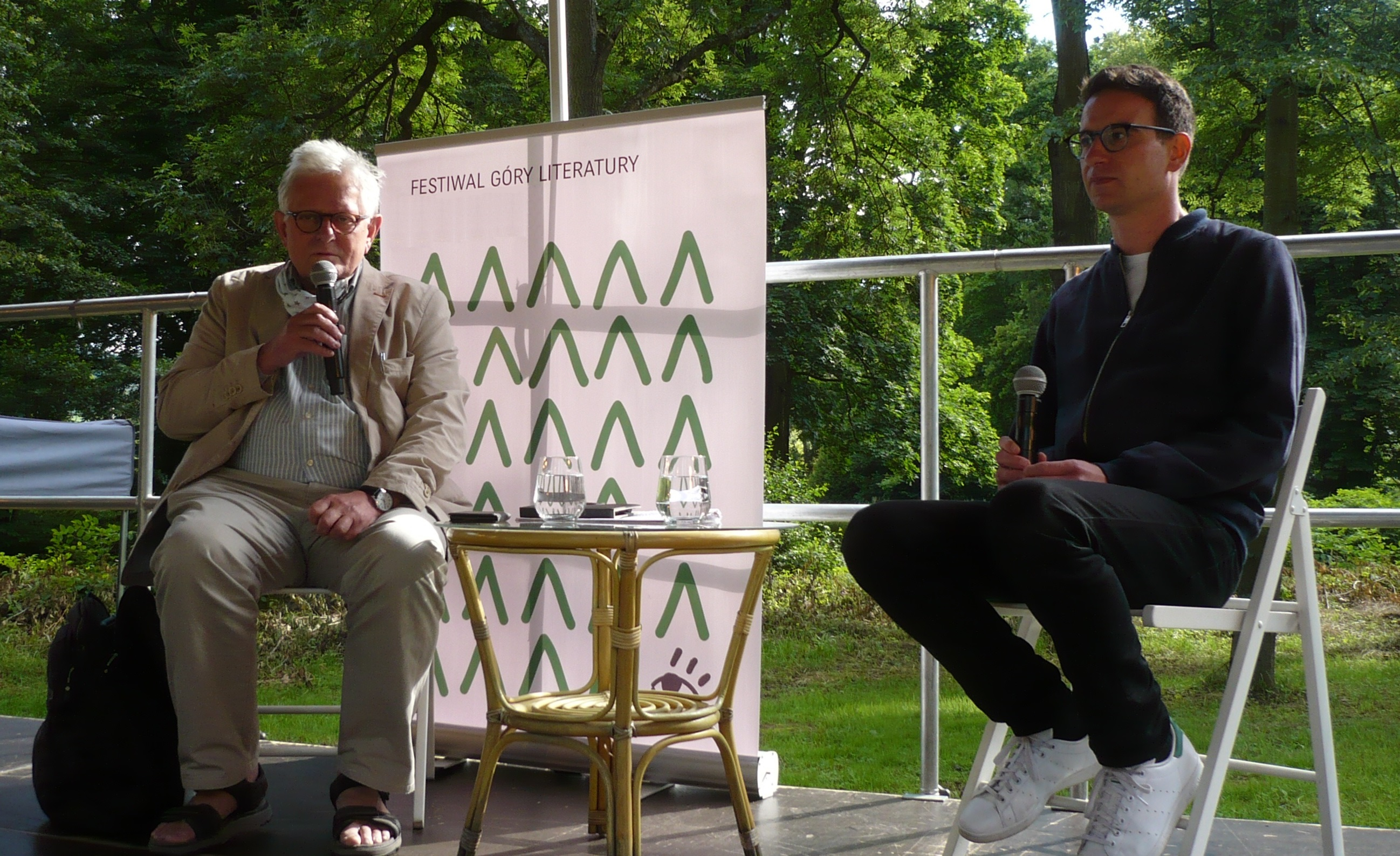
Grzegorz Gauden i Mikołaj Łoziński, VI Festiwal Góry Literatury, Pałac w Sarnach, 2020

Mikołaj Łoziński (ur. 1980 w Warszawie) – polski pisarz i scenarzysta, laureat Nagrody Fundacji im. Kościelskich (2007) i nagrody Paszport „Polityki” (2012).

## Życiorys
Syn reżysera-dokumentalisty Marcela, brat Pawła. Ukończył socjologię w Paryżu. Był tłumaczem telewizji francusko-niemieckiej, robił zdjęcia dla „Przekroju” i „Rzeczpospolitej”. Publikował krótkie opowiadania, miał kilka wystaw fotograficznych. Zarabiał jako malarz pokojowy i asystent niewidomej psychoterapeutki. Były felietonista „Przekroju” i „Polityki"
Jego debiutancka powieść Reisefieber (2006) otrzymała Nagrodę Kościelskich w 2007, nagrodę Pawiego Pióra oraz II Nagrodę w Konkursie Młodych Twórców Warszawskiej Fundacji Kultury (2006). Nominowana była również do Nagrody Literackiej „Nike”. Reisefieber został przetłumaczony na 7 języków: niemiecki (tłum. Roswitha Matwin-Buschmann, DVA 2008), czeski (tłum. Barbora Gregorová, Dybbuk 2008), węgierski (tłum. Gáspár Keresztes, Europa Kiado 2007), łotewski (tłum. Ingmara Belode, 1/4 Satori 2008), słoweński (tłum. Jana Unuk, Zalozba Educa 2008), rosyjski (Fluid 2008) i ukraiński (tłum. Ostap Sływynski, Piramida 2013).
Został laureatem nagrody Paszport „Polityki” (2012) za powieść Książka (2011). Została ona przetłumaczona na 7 języków: niemiecki (tłum. Marlena Breuer, Fototapeta 2018), czeski (tłum. Lenka Kuhar, Havran 2015), słoweński (tłum. Jana Unuk, Modrijan), węgierski (tłum. Márta Éles, Europa Kiado 2016), bułgarski (tłum. Radostina Pietrowa, Balkani), łotewski (tłum. Ingmara Balode, Mansards 2013) i włoski (tłum. Laura Rescio, atmosphere libri 2015). 
Powieść Stramer (2019) została wybrana Książką Roku przez „Magazyn Książki” Gazety Wyborczej. Stramer był również nominowany do Nagrody Literackiej „Nike” (2020), w plebiscycie O!Lśnienia – Nagrody Kulturalne Onetu i Miasta Krakowa (2020) oraz znalazł się w finale Literackiej Nagrody Europy Środkowej Angelus.
Po sukcesie powieści Stramer (2019) w Polsce prawa do tłumaczeń zostały sprzedane do 13 krajów: Wielka Brytania (tłum. Antonia Lloyd-Jones, Pushkin Press 2025), Niemcy (tłum. Renate Schmigdall, Suhrkamp 2024), Szwecja (tłum. David Szybek, Nordstedts 2025), Francja (tłum. Laurence Dyèvre, Editions Noir sur Blanc 2022), Holandia (tłum. Charlotte Pothuizen, Atlas Contact 2024), Chorwacja (tłum. Emilio Nuić, HENA COM 2023), Węgry (tłum. Péter Hermann, Poligráf 2022), Włochy (tłum. Francesco Annicchiarico, Bottega Errante 2023), Izrael (Carmel, 2025), Iran (Ana Pol Publishing House), Serbia (tłum. Biserka Rajčić, Prometej), Słowacja (tłum. Karol Chmel, Slovart), Grecja (tłum. Natalia Skandali, Kastanotis).
Stramer (2019) doczekał się trzech adaptacji teatralnych. W 2021 Marcin Hycnar wyreżyserował Stramera w warszawskim Teatrze Collegium Nobilium. W tym samym roku powstała  adaptacja teatralna w Teatrze Wybrzeże pt. Resztki. Adaptację autorstwa Jarosława Murawskiego, w reżyserii Eweliny Marciniak, oparto na wątkach zaczerpniętych z powieści Mikołaja Łozińskiego oraz dwóch epizodów z Wyjechali W.G. Sebalda. W 2023 w tarnowskim BWA miała miejsce premiera spektaklu Goldhammera 5 na podstawie Stramera w reżyserii Grażyny Tabor.
Kontynuacją Stramera (2019) jest powieść Stramerowie (2023) uznana przez portal Onet za jedną z 7 najważniejszych książek 2023 roku.

## Nagrody i wyróżnienia
- 2007 – Nagroda Kościelskich za powieść Reisefieber.
- 2007 – nominacja do Nagrody Literackiej Nike za powieść Reisefieber[9].
- 2011 – Nagroda Krakowska Książka Miesiąca września, za powieść Książka.
- 2012 – Nagroda The Baltic Sea Region Janis Baltvilks International Prize dla najlepszej dziecięcej książki roku za Bajki dla Idy (tłumaczenie łotewskie).
- 2012 – Paszport „Polityki” w dziedzinie literatury za powieść Książka[10].
- 2020 – nominacja do Nagrody Literackiej Nike za powieść Stramer[11].
- 2020 – nominacja w plebiscycie O!Lśnienia – Nagrody Kulturalne Onetu i Miasta Krakowa za powieść Stramer[12].
- 2020 – powieść Stramer weszła do finału Literackiej Nagrody Europy Środkowej Angelus[13].

## Twórczość
- Reisefieber, Społeczny Instytut Wydawniczy „Znak” (Kraków, 2006), Wydawnictwo Literackie (Kraków, 2011).
- Bajki dla Idy, Społeczny Instytut Wydawniczy „Znak” (Kraków, 2008).
- Książka, Wydawnictwo Literackie (Kraków, 2011).
- Prawdziwa bajka, Kultura Gniewu (Warszawa, 2013).
- Stramer, Wydawnictwo Literackie (Kraków, 2019).
- Prezent dla dwojga, Format (Wrocław, 2020).
- Stramerowie, Wydawnictwo Literackie (Kraków, 2023).